# Srí Lanka-i ajakos medve
A Srí Lanka-i ajakos medve (Melursus ursinus inornatus) a medvefélék családjába tartozó ajakos medve alfaja, mely elsősorban Srí Lanka síkvidéki száraz erdőiben él.

## Életmódja

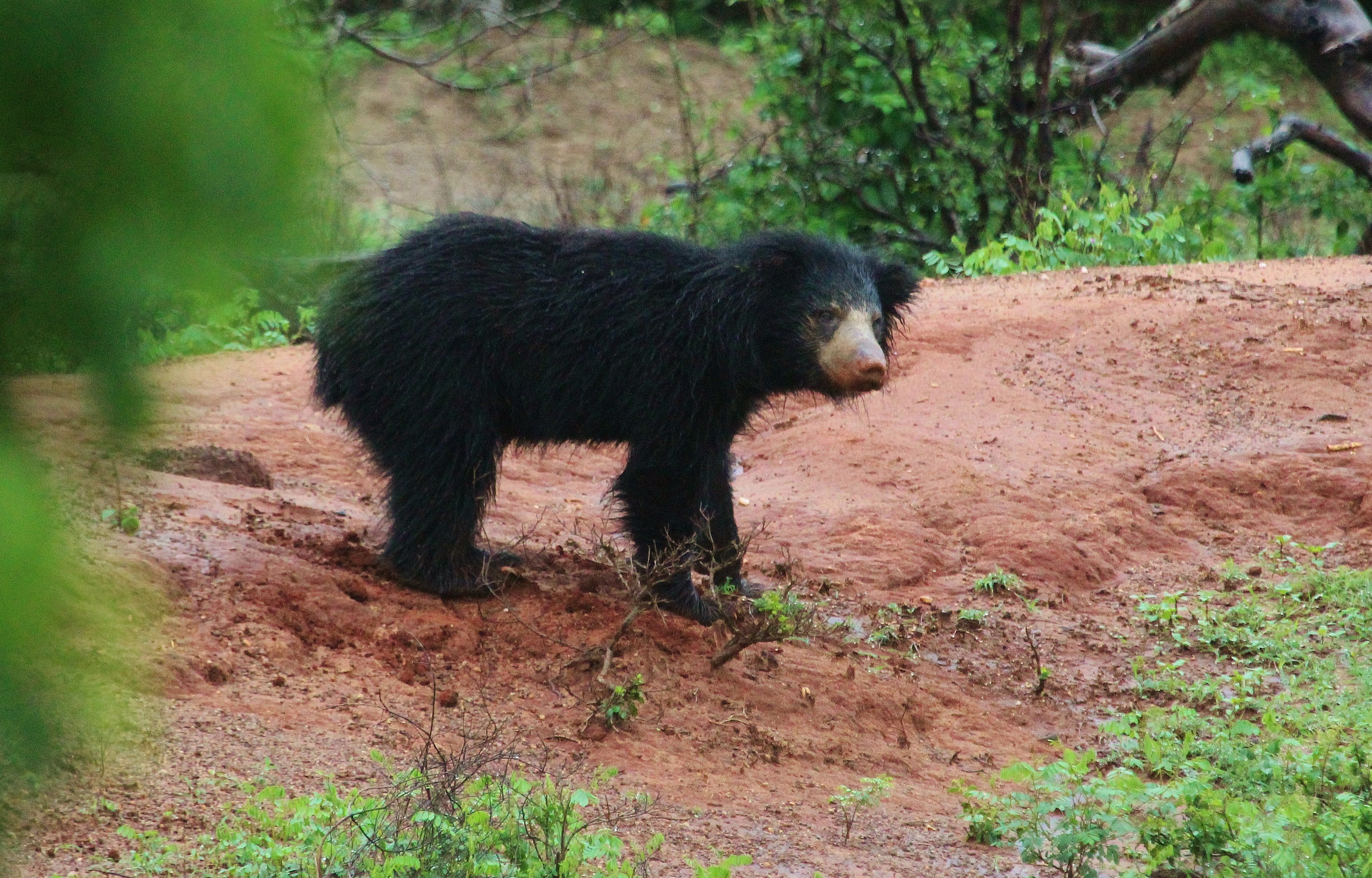

Mindenevő; tápláléka többek között diókból, bogyókból, gyökerekből, döghúsból áll. Főtáplálékát kétségtelenül a rovarok teszik ki, amelyeket hosszú, szőrtelen pofájával távolít el a rothadó rönkökről és fákról. Egyébként ritkán öl más állatokat. A Srí Lanka-i leopárd az egyetlen olyan nagyragadozó, amellyel egy helyen él.

## Természetvédelmi állapota
A Srí Lanka-i ajakos medve erősen fenyegetett, állománya kevesebb, mint 1000 egyed (a vadon élő populáció talán 500 egyed körül lehet), valamint sok elszigetelt populációja van, amik csökkenő tendenciát mutatnak. Az otthonát nyújtó száraz erdők pusztítása fenyegeti leginkább, mivel más nagytestú Srí Lanka-i állattal ellenben táplálékforrása erősen kapcsolódik a természetes állapotú erdőktől.

## Fordítás
Ez a szócikk részben vagy egészben  a   Sri Lankan sloth bear című angol Wikipédia-szócikk fordításán alapul.  Az eredeti cikk szerkesztőit annak laptörténete sorolja fel. Ez a jelzés csupán a megfogalmazás eredetét és a szerzői jogokat jelzi, nem szolgál a cikkben szereplő információk forrásmegjelöléseként.